# Palacio Belwederski
El palacio del Belvedere (en polaco: Pałac Belwederski) es un palacio de estilo neoclásico, situado en Varsovia,  la capital de Polonia, a algunos kilómetros al sur del castillo Real. Mantenido por el estado polaco desde 1989, se convirtió en residencia presidencial desde 1994, sirviendo como lugar de recepción para jefes de Estado extranjeros y luego, dieciséis años más tarde, como residencia privada del presidente de la República de Polonia, en lugar del palacio Koniecpolski.
Su construcción comenzó en 1660, aunque fue ampliamente modificado durante el siglo XIX con diseño del arquitecto Jakub Kubicki, por lo que su estilo mayoritario es el Neoclásico.

## Historia
El edificio actual es el único resto del conjunto de edificios neoclásicos que se erigieron en el sitio desde 1660. Poseído por el último monarca de Polonia, Stanislaus II, lo hizo una residencia de verano, antes de hacerlo la sede de una fábrica de porcelana. A partir de 1818, el gran duque Constantino Pavlovich de Rusia vivió allí, luego huyó durante el levantamiento de noviembre de 1830.